# Leyenda de Nazaré

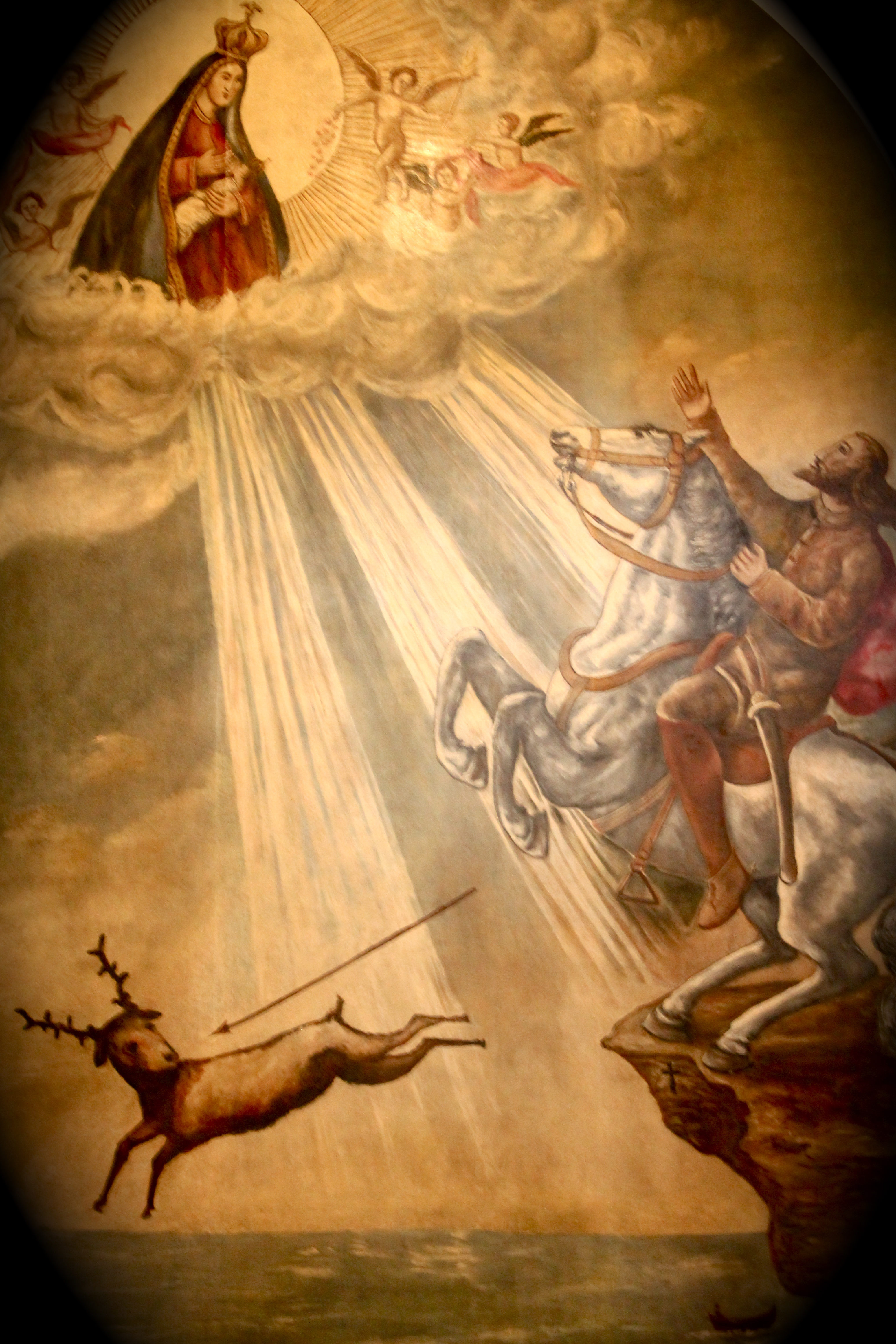
Representación de la aparición de la Virgen María en Nazaré y del milagro con Don Fuas Roupinho.

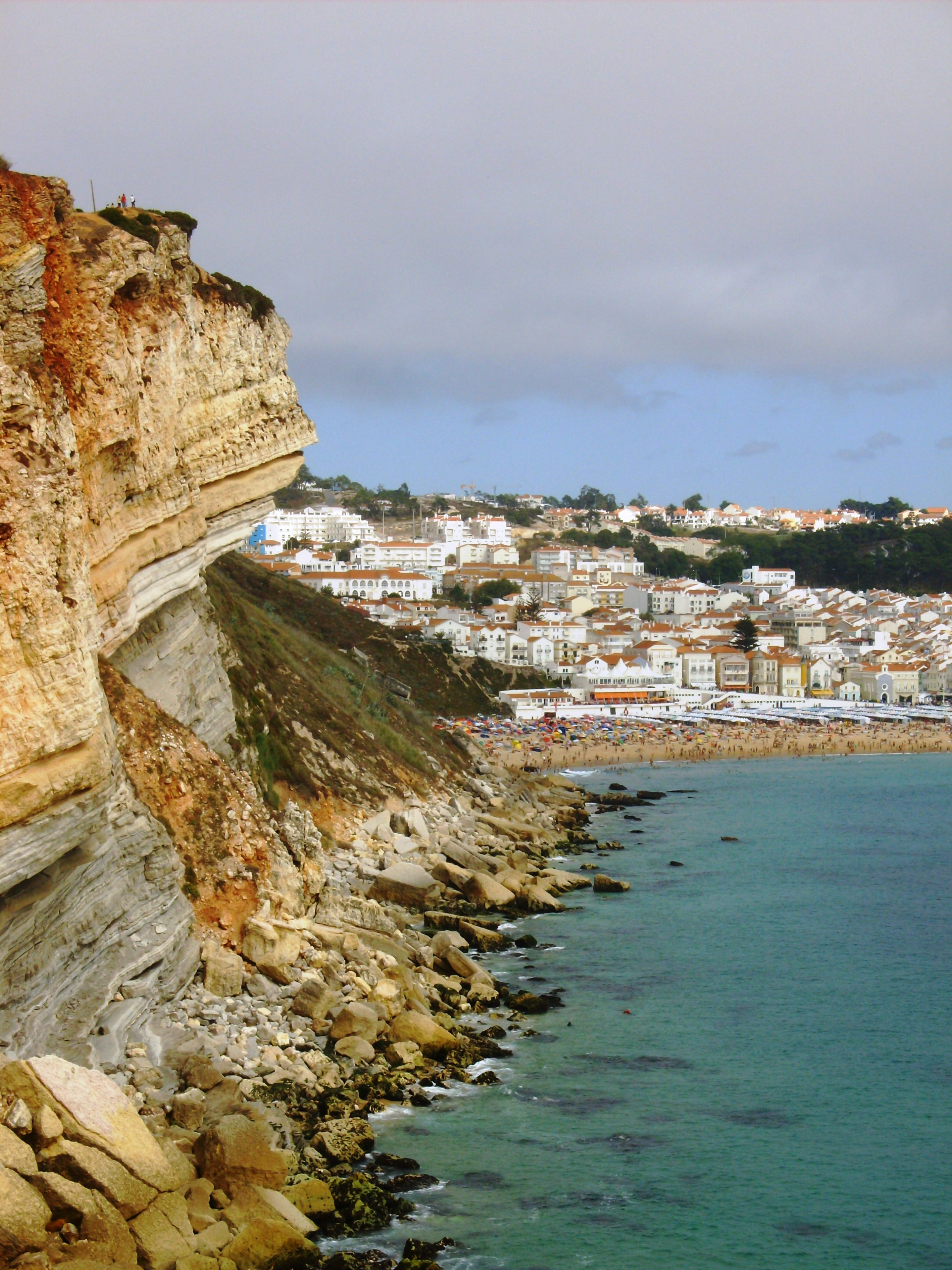
Nazaré: aspecto del acantilado donde ocurrió el milagro.

La leyenda de Nazaré es una leyenda mariana portuguesa de la Edad Media.

## La leyenda
Cuenta la Leyenda de Nazaré que al nacer del 14 de septiembre de 1182, D. Fuas Roupinho, alcalde del castillo de Puerto de Mós, cazaba junto al litoral, envuelto por una densa niebla, cerca de sus tierras, cuando avistó un venado que de inmediato comenzó a perseguir. El venado se dirigió hacia la cima de un acantilado. D. Fuas, en medio de la niebla, se quedó aislado de sus compañeros. Cuando se dio cuenta estaba en el borde del acantilado, al borde del precipicio, en peligro de muerte. Estaba al lado de una cueva donde se veneraba una imagen de Nuestra Señora con el Niño. Rogó entonces, en voz alta: Señora, Valei-me!. De inmediato, milagrosamente, el caballo se detuvo, clavando las patas en el peñasco, suspenso sobre el vacío, el Pico del Milagro, salvándose así el jinete y su montura de una muerte cierta por una caída de más de cien metros.
D. Fuas desmontó y descendió a la cueva para rezar y agradecer el milagro. De seguida mandó a sus compañeros llamar albañiles para construir una capilla sobre la cueva, en memoria del milagro, la Ermita de la Memoria, para ahí ser expuesta a la veneración de los fieles la milagrosa imagen. Antes de cerrar la cueva los albañiles deshicieron el altar allí existente y entre las piedras, inesperadamente, encontraron un cofre en marfil conteniendo algunas reliquias y un pergamino, en el cual se identificaban las reliquias como pertenecientes de Son Brás y Son Bartolomeu y se relataba la historia de la pequeña imagen esculpida en madera, policromada, representando a la Santísima Virgen María sentada en un banco bajo amamantando al Niño Jesús. 
Según el pergamino, la imagen habría sido venerada desde los primeros tiempos del Cristianismo en Nazaré, en la Galilea, tierra natal de Virgen María. En el siglo V, el monje griego Ciriaco la transportó hasta al monasterio de Cauliniana, cerca de Mérida. Allí permaneció, hasta el 711, año de la batalla de Guadalete, después de la cual desbaratadas por los musulmanes, las fuerzas cristianas huyeron desordenadamente hacia el norte. Cuando la noticia de la derrota llegó la Mérida, los monjes de Cauliniana se prepararon para abandonar el monasterio. 
Sin embargo D. Rodrigo, el rey cristiano derrotado, consiguió escapar del campo de batalla y disfrazado de mendigo se refugió de incógnito en Cauliniana. Al confesarse a uno de los monjes, frei Romano, tuvo que decir quién era. El monje le propuso entonces, huir juntos hacia el litoral atlántico y llevar consigo la muy antigua imagen de Nuestra Señora de Nazaré, que se veneraba en el monasterio con fama de muy milagrosa. 
El 22 de noviembre del 711 llegaron a su destino y se instalaron en el monte Seano, hoy Monte de Son Bartolomeu, en una iglesia abandonada que allá encontraron. La existencia de un monasterio en las inmediaciones, del cual subsiste la iglesia de Son Gião, debe haber sido un factor determinante para la elección de este destino final de la fuga. 
Pasado poco tiempo se separaron para vivir como eremitas. El rey se quedó, el monje llevó consigo la imagen y se instaló, a tres kilómetros del monte, en una pequeña cueva en el tope de un acantilado sobre el mar. 
El rey Rodrigo pasado un año decidió abandonar la región. Frei Romano continuó viviendo en la ermita subterránea hasta a su muerte. La sagrada imagen de Nuestra Señora de Nazaré continuó sobre el altar donde el monje la colocó hasta que en 1182 fue cambiada hacia la capilla que D. Fuas mandó construir sobre la cueva. La imagen permanece pues, desde 711-712, en el mismo sitio, el sitio de Nazaré. 
En 1377, el rey D. Fernando (1367-1383), debido a la significativa afluencia de peregrinos, mandó construir, cerca de la capilla, una iglesia en la cual fue instalada la imagen de Nuestra Señora de Nazaré, transcurriendo esta denominación, de su lugar de origen, la aldea de Nazaré en la Galilea.

## Bibliografía

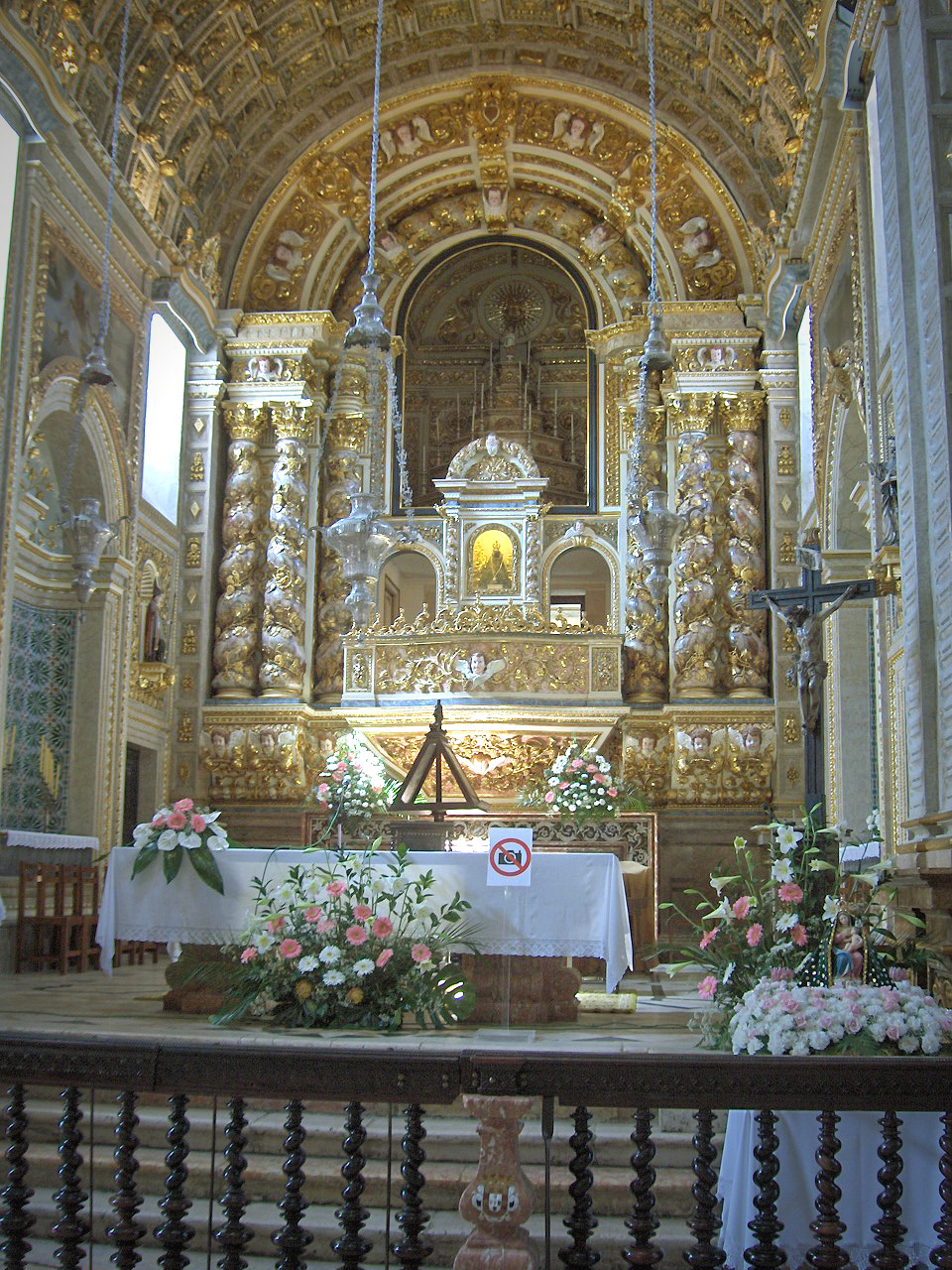
Santuario de Nuestra Señora de Nazaré: la Capela-mor.

## Difusión
La popularidad de esta devoción en la época de los Descubrimientos era muy grande entre las gentes del mar, y tanto Vasco de la Gamma, antes y tras su primer viaje a la India, como Pedro Álvares Cabral, vinieron en peregrinación al sitio de Nazaré. Entre los muchos peregrinos de la familia Real destacamos, la reina D. Leonor de Austria, tercera mujer del rey D. Manuel I, hermana del emperador Carlos V, futura reina de Francia, que permaneció en el sitio algunos días, en 1519, en un alojamiento de madera construido especialmente para esta ocasión. También S. Francisco Xavier, padre jesuita, el Apóstol de Oriente, vino en peregrinación a Nazaré antes de partir para Goa. De hecho fueron los jesuitas portugueses los grandes propagadores de este culto en todos los continentes.

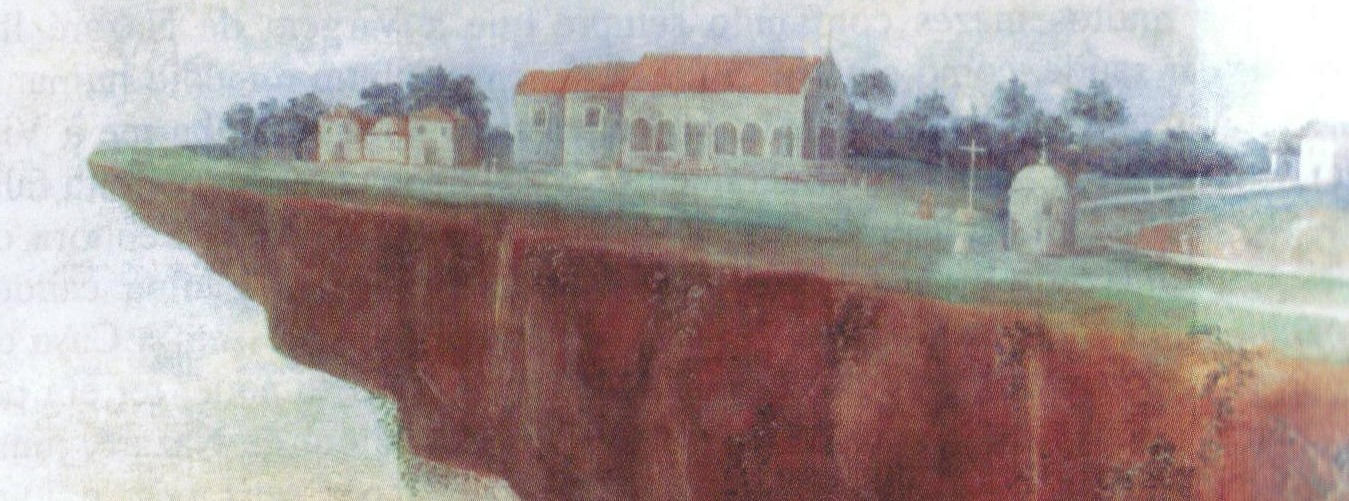
Santuario de Nuestra Señora de Nazaré (autor desconocido,)

En los siglos XVII y XVIII ocurrió la gran divulgación del culto de Nuestra Señora de Nazaré en Portugal y en el Imperio Portugués. Aún hoy se venera algunas réplicas de la verdadera imagen y existen varias iglesias y capillas dedicadas a esta invocación esparcidas por el Mundo. Es de destacar la imagen de Nuestra Señora de Nazaré que se venera en Belén del Pará, en Brasil, cuya fiesta anual recibió el nombre de Círio de Nazaré y es una de las mayores romerías del mundo alcanzando los dos millones de peregrinos en un solo día.
En el siglo XVI, el Santuario de Nuestra Señora de Nazaré fundado por D. Fernando, comenzó a ser reconstruido y ampliado, teniendo las obras que ser prolongadas por varios contratos hasta finales del siglo diecinueve. El edificio actual es el resultado de estas obras sucesivas que le confirieron un carácter peculiar con gran calidad. 
La sagrada imagen, de madera policromada, con poco más de un palmo de altura, representa a  Maria de Nazaré sentada en un banco amamantando el niño Jesús sentado en su pierna izquierda. Está expuesta en el presbiterio en un nicho iluminado integrado en el retablo barroco, al cual los devotos pueden acceder subiendo una escalera que parte de la sacristía. 
Según la tradición oral inscrita en una lápida colocada en la capilla de la memoria, en 1623, la imagen habría sido esculpida por Son José carpintero, en Nazaré, en la Galilea, cuando Jesús era bebé. Algunas décadas después Son Lucas evangelista habrá pintado los rostros y las manos. Se conservó en Nazaré hasta ser traída hacia Belén por el monje griego Ciriaco que la entregó a Son Jerónimo de Estridão, que la ofertó a Santo Agostinho, que por su parte la ofertó al monasterio de Cauliniana, de donde fue traída a su sitio actual. Podría ser la más antigua imagen venerada por cristianos.
Hasta hoy, la tradición apunta a los visitantes la marca dejada por la herradura de una de las manos del caballo de D. Fuas, en el extremo del Pico del Milagro, al lado de la Capilla de la Memoria, en el sitio de Nazaré.

## Iconografía

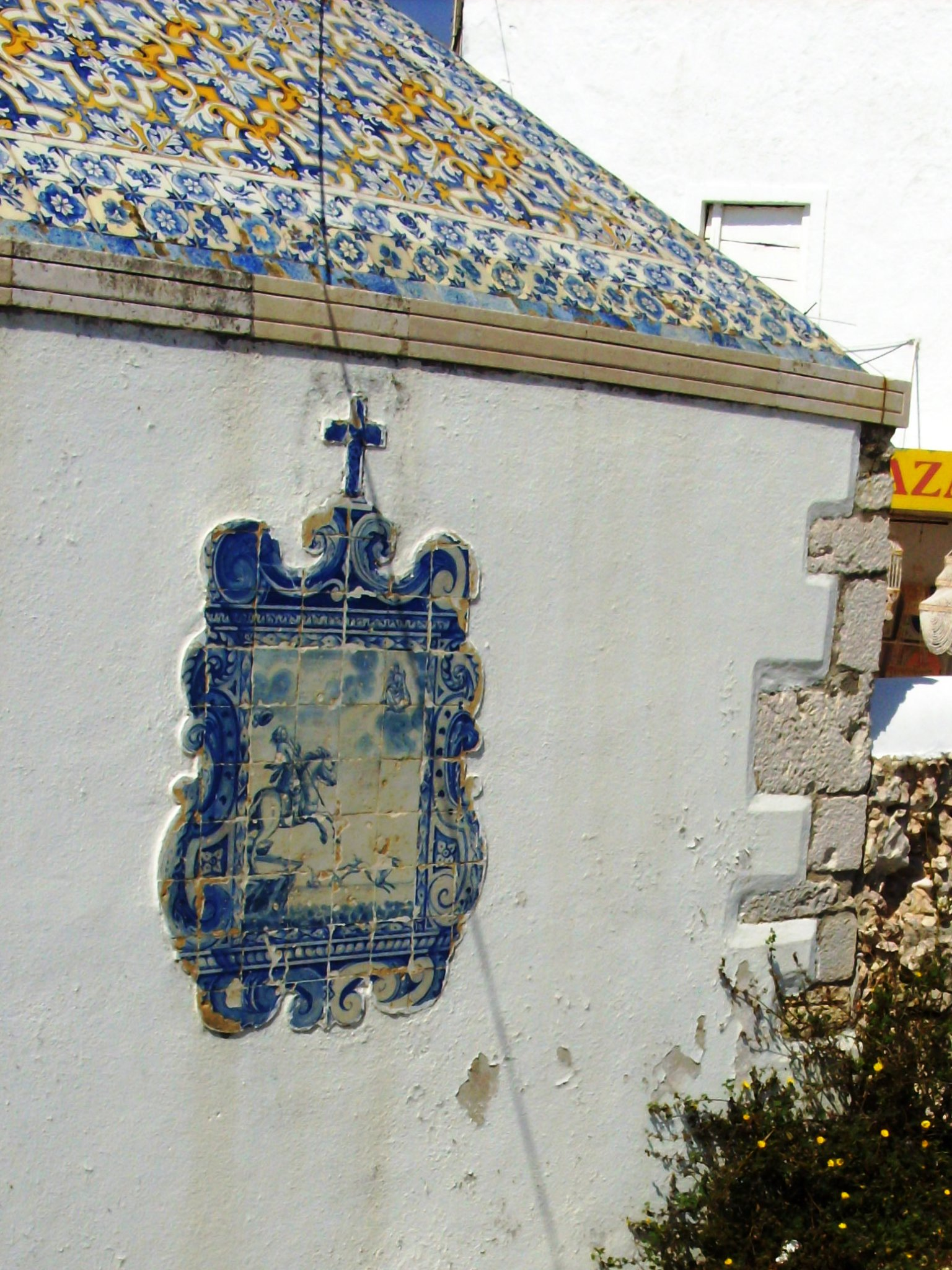
Ermida de la Memoria: panel de azulejos representando el milagro a D. Fuas Roupinho.

Las representaciones del Milagro de la Señora de Nazaré a D. Fuas Roupinho son incontables, siendo de destacar, el grabado anónimo en el libro de Brito Alão (1628), en la cajonería de la sacristía del santuario firmada por Luís de Almeida, la diversificada colección de grabados del Museo Dr. Joaquim Manso, en el sitio, la escultura de la iglesia de Son Domingos, en Lisboa, el vitral en la capilla de la Quinta de la Regaleira, en Sintra, el mural de Almada Negreiros en la estación marítima de Alcántara, en Lisboa, y los muchos paneles de azulejos en las fachadas de las casas de la villa de Nazaré y de la región. 
En el grabado del libro arriba referido, aparece el jinete en el Pico del Milagro, sin la representación de Virgem. En la sacristía, algunas décadas más tardía, la imagen aparece pintada en el interior de una pequeña cueva. A partir de finales del siglo diecisiete, la escena del milagro pasa a ser sistemáticamente presentada como una aparición mariana, en la cual la Señora de Nazaré "levita" arriba y al frente del jinete, en el momento en que este, en la punta del roquedo, está presto a precipitarse en el abismo. Fue este modelo el que se ha preservado hasta hoy, destacándose por su carácter excepcional la acuarela de Mário Botas, en el Museo del sitio, en la cual se ve a la Señora doblemente representada, "levitando" y en la cueva.